# Autrêches
Ne doit pas être confondu avec Autrèche.
Autrêches est une commune française située dans le département de l'Oise en région Hauts-de-France. Ses habitants sont appelés les Autrêchois.

## Géographie

### Communes limitrophes
| Nampcel                | Audignicourt Aisne             | Vassens Aisne        |
| Moulin-sous-Touvent    | Autrêches                      | Morsain Aisne        |
| Saint-Pierre-lès-Bitry | Saint-Christophe-à-Berry Aisne | Nouvron-Vingré Aisne |

### Hydrographie
La commune est située dans le bassin Seine-Normandie. Elle est drainée par le ru d'Hozien, le fossé de Malval, le ru de Bonval, le ru d'Hozien,,.
Le ru d'Hozien, d'une longueur de 18 km, prend sa source dans la commune de Juvigny et se jette  dans l'Aisne à Vic-sur-Aisne, après avoir traversé onze communes.

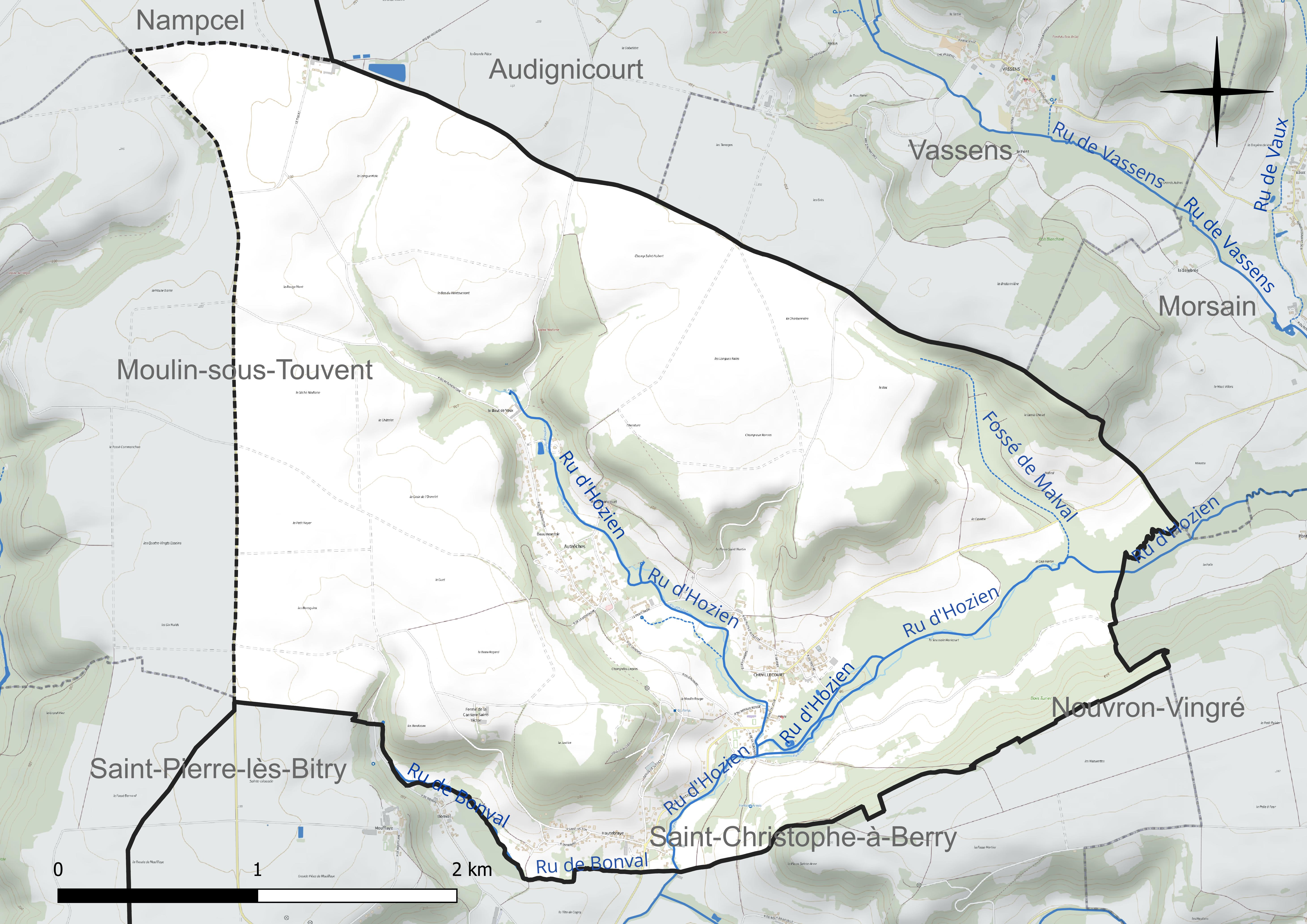
Réseau hydrographique d'Autrêches.

### Climat
Pour des articles plus généraux, voir Climat des Hauts-de-France et Climat de l'Oise.
En 2010, le climat de la commune est de type climat océanique dégradé des plaines du Centre et du Nord, selon une étude du CNRS s'appuyant sur une série de données couvrant la période 1971-2000. En 2020, Météo-France publie une typologie des climats de la France métropolitaine dans laquelle la commune est dans une zone de transition entre le climat océanique et le climat océanique altéré et est dans la région climatique Nord-est du bassin Parisien, caractérisée par un ensoleillement médiocre, une pluviométrie moyenne régulièrement répartie au cours de l'année et un hiver froid (3 °C).
Pour la période 1971-2000, la température annuelle moyenne est de 10,7 °C, avec une amplitude thermique annuelle de 15,2 °C. Le cumul annuel moyen de précipitations est de 725 mm, avec 11,2 jours de précipitations en janvier et 8,8 jours en juillet. Pour la période 1991-2020, la température moyenne annuelle observée sur la station météorologique la plus proche, située sur la commune de Chauny à 20 km à vol d'oiseau, est de 11,1 °C et le cumul annuel moyen de précipitations est de 709,9 mm,. Pour l'avenir, les paramètres climatiques de la commune estimés pour 2050 selon différents scénarios d'émission de gaz à effet de serre sont consultables sur un site dédié publié par Météo-France en novembre 2022.

## Urbanisme

### Typologie
Au 1er janvier 2024, Autrêches est catégorisée commune rurale à habitat dispersé, selon la nouvelle grille communale de densité à sept niveaux définie par l'Insee en 2022.
Elle est située hors unité urbaine et hors attraction des villes,.

### Occupation des sols
L'occupation des sols de la commune, telle qu'elle ressort de la base de données européenne d'occupation biophysique des sols Corine Land Cover (CLC), est marquée par l'importance des territoires agricoles (66,3 % en 2018), une proportion identique à celle de 1990 (66,3 %). La répartition détaillée en 2018 est la suivante : 
terres arables (63,8 %), forêts (27,5 %), zones urbanisées (6,2 %), prairies (2,5 %). L'évolution de l'occupation des sols de la commune et de ses infrastructures peut être observée sur les différentes représentations cartographiques du territoire : la carte de Cassini (XVIIIe siècle), la carte d'état-major (1820-1866) et les cartes ou photos aériennes de l'IGN pour la période actuelle (1950 à aujourd'hui).

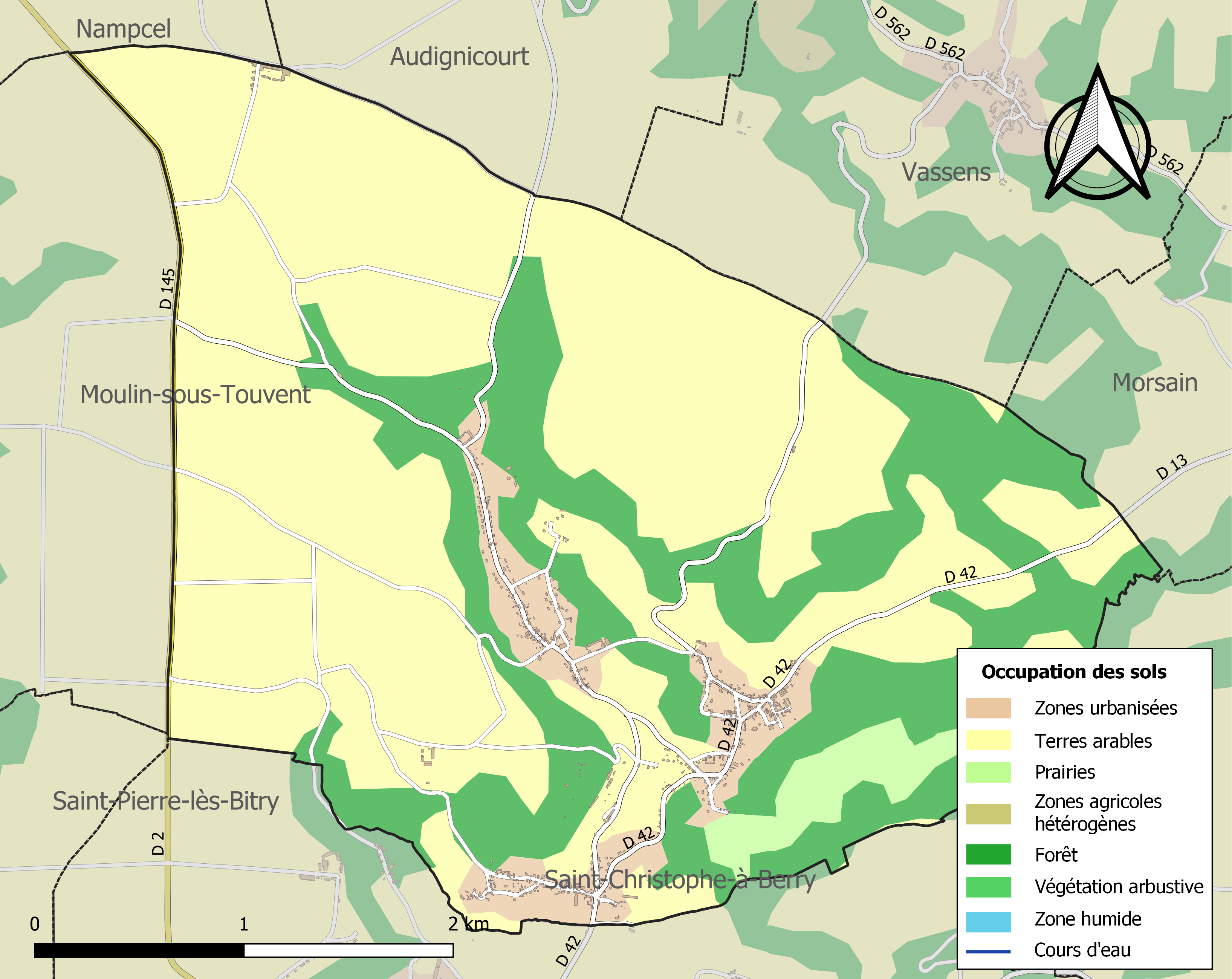
Carte des infrastructures et de l'occupation des sols de la commune en 2018 (CLC).

### Habitat et logement
En 2018, le nombre total de logements dans la commune était de 331, alors qu'il était de 323 en 2013 et de 301 en 2008.
Parmi ces logements, 83,1 % étaient des résidences principales, 7,9 % des résidences secondaires et 9,1 % des logements vacants. Ces logements étaient pour 99,1 % d'entre eux des maisons individuelles et pour 0,9 % des appartements.
Le tableau ci-dessous présente la typologie des logements à Autrêches en 2018 en comparaison avec celle de l'Oise et de la France entière. Une caractéristique marquante du parc de logements est ainsi une proportion de résidences secondaires et logements occasionnels (7,9 %) supérieure à celle du département (2,5 %) et à celle de la France entière (9,7 %). Concernant le statut d'occupation de ces logements, 82,2 % des habitants de la commune sont propriétaires de leur logement (83 % en 2013), contre 61,4 % pour l'Oise et 57,5 pour la France entière.
| Typologie                                               | Autrêches | Oise | France entière |
| ------------------------------------------------------- | --------- | ---- | -------------- |
| Résidences principales (en %)                           | 83,1      | 90,4 | 82,1           |
| Résidences secondaires et logements occasionnels (en %) | 7,9       | 2,5  | 9,7            |
| Logements vacants (en %)                                | 9,1       | 7,1  | 8,2            |

### Voies de communication et transports
La commune est desservie par les lignes 652 et 653 du réseau interurbain de l'Oise.

## Toponymie
Le nom de la localité est attesté sous les formes Attrapiacum (841) ; Atrepia (858) ; villa quae dicitur Altrepia (872) ; Attrepiacum (873) ; de Altrechia (1142) ; Altrecheium (1143) ; Autreche (1142) ; Altreschia (1142) ; Altrachia (1142) ; Atrachia (1156) ; Altrachioe (1166) ; in semita Altrachiarum (1166) ; autreche (1172) ; Austrechia (1188) ; Joisbertus decanus de Altrachia (1209) ; Entrache (1240) ; Galcheri de altrachia (1237) ; dominus de autrechio (1237) ; de Altrechio (1270) ; Guido de autrechia (1239) ; in semita altrachiarum (1256) ; Galterus de autreche (1297) ; Altaripa (1355) ; Guidonis de alterechia (1238) ; molendina Atrachiacum (1308) ; de Altreschia (1301) ; Attreprioe (1360) ; Autreiche (XIVe) ; Autresches (XIVe) ; Autresche (XIVe) ; Autrêches (1840).
Il est possible de proposer le latin alta ripa (« haute rive ») qui désignait le moulin construit en contrebas d'un barrage. Ainsi, le nom d'Autrêches tirerait donc son origine de sa situation dominant le filet d'eau qu'est le rû des Tanneurs.

## Politique et administration
| Période                                  | Période      | Identité            | Étiquette | Qualité |
| ---------------------------------------- | ------------ | ------------------- | --------- | ------- |
| Les données manquantes sont à compléter. |              |                     |           |         |
| mars 2001                                | mars 2008    | Jacques Sauzet      | DVG       |         |
| mars 2008                                | mars 2014    | Michelle Crepin     |           |         |
| mars 2014                                | juillet 2020 | Jean-Claude Létoffe |           |         |
| juillet 2020                             | En cours     | Michel Potier       |           |         |

## Population et société

### Démographie

#### Évolution démographique
L'évolution du nombre d'habitants est connue à travers les recensements de la population effectués dans la commune depuis 1793. Pour les communes de moins de 10 000 habitants, une enquête de recensement portant sur toute la population est réalisée tous les cinq ans, les populations de référence des années intermédiaires étant quant à elles estimées par interpolation ou extrapolation. Pour la commune, le premier recensement exhaustif entrant dans le cadre du nouveau dispositif a été réalisé en 2008.

En 2022, la commune comptait 725 habitants, en évolution de −2,55 % par rapport à 2016 (Oise : +0,87 %, France hors Mayotte : +2,11 %).
| 1793 | 1800 | 1806 | 1821 | 1831 | 1836 | 1841 | 1846 | 1851 |
| ---- | ---- | ---- | ---- | ---- | ---- | ---- | ---- | ---- |
| 820  | 880  | 815  | 844  | 950  | 918  | 861  | 836  | 811  |

| 1856 | 1861 | 1866 | 1872 | 1876 | 1881 | 1886 | 1891 | 1896 |
| ---- | ---- | ---- | ---- | ---- | ---- | ---- | ---- | ---- |
| 790  | 788  | 841  | 834  | 812  | 716  | 730  | 753  | 742  |

| 1901 | 1906 | 1911 | 1921 | 1926 | 1931 | 1936 | 1946 | 1954 |
| ---- | ---- | ---- | ---- | ---- | ---- | ---- | ---- | ---- |
| 715  | 712  | 707  | 525  | 553  | 523  | 521  | 497  | 503  |

| 1962 | 1968 | 1975 | 1982 | 1990 | 1999 | 2006 | 2008 | 2013 |
| ---- | ---- | ---- | ---- | ---- | ---- | ---- | ---- | ---- |
| 517  | 524  | 537  | 537  | 574  | 671  | 731  | 744  | 753  |

| 2018 | 2022 | - | - | - | - | - | - | - |
| ---- | ---- | - | - | - | - | - | - | - |
| 721  | 725  | - | - | - | - | - | - | - |

#### Pyramide des âges
La population de la commune est relativement jeune.
En 2018, le taux de personnes d'un âge inférieur à 30 ans s'élève à 38,7 %, soit au-dessus de la moyenne départementale (37,3 %). À l'inverse, le taux de personnes d'âge supérieur à 60 ans est de 20,2 % la même année, alors qu'il est de 22,8 % au niveau départemental.
En 2018, la commune comptait 353 hommes pour 368 femmes, soit un taux de 51,04 % de femmes, légèrement inférieur au taux départemental (51,11 %).
Les pyramides des âges de la commune et du département s'établissent comme suit.
| Hommes | Classe d’âge | Femmes |
| ------ | ------------ | ------ |
| 0,6    | 90 ou +      | 0,8    |
| 3,7    | 75-89 ans    | 5,7    |
| 13,6   | 60-74 ans    | 16,0   |
| 22,7   | 45-59 ans    | 19,3   |
| 19,3   | 30-44 ans    | 20,9   |
| 15,3   | 15-29 ans    | 15,8   |
| 24,9   | 0-14 ans     | 21,5   |

| Hommes | Classe d’âge | Femmes |
| ------ | ------------ | ------ |
| 0,5    | 90 ou +      | 1,4    |
| 5,5    | 75-89 ans    | 7,6    |
| 15,6   | 60-74 ans    | 16,3   |
| 20,8   | 45-59 ans    | 20     |
| 19,4   | 30-44 ans    | 19,4   |
| 17,6   | 15-29 ans    | 16,2   |
| 20,6   | 0-14 ans     | 19,1   |

## Culture locale et patrimoine

### Lieux et monuments
- Église Saint-Victor : l'église, dont les angles du clocher de pierre sont dentelés, a son environnement sud désormais dépourvu de bâtiments. Ce petit "quartier" est, à l'automne 2009, à l'état d'abandon. Il n'en subsiste que des pans de murs couverts de lierre, des fondations et des entrées de caves.
- La pierre Saint-Martin.
- Le monument aux morts, entouré d'une grille, se dresse à gauche de l'entrée du cimetière et surplombe légèrement la route.

### Personnalités liées à la commune
- Guillaume de Nanteuil, milites chevalier, frère du puissant archevêque Milon de Nanteuil était souverain de Autrêches dames au XIIIe siècle[réf. nécessaire].
- Guy de Nanteuil fils de Gaucher de Châtillon devient seigneur d'Autreche, Nanteuil et de Bar.en 1239[réf. nécessaire]
- Régis Dzieciol (1965-), footballeur professionnel, né à Autrêches.

### Héraldique
| Blason de Autrêches | Blason  | Écartelé au premier et quatrième de gueules à la bande d'or, au deuxième et au troisième parti en I d'argent à la fasce de gueules et au II de vair plain. |
| Blason de Autrêches | Détails | Le statut officiel du blason reste à déterminer. |

### L'Aventure dans les arts
Un village L'Aventure est cité dans le poème d'Aragon, Le Conscrit des cent villages, écrit comme acte de Résistance intellectuelle de manière clandestine au printemps 1943, pendant la Seconde Guerre mondiale.
Il n'existe pas de commune de ce nom en France métropolitaine, ni dans les DOM-TOM.
Toutefois, le Géoportail de l'IGN trouve sous ce nom un hameau d'Autrêches. Compte tenu de la taille de ce hameau, cette localisation n'est pas convaincante et il est préférable de retenir que l'Aventure est un hameau du Bec Hellouin.